# Džef Arvadi
Džefri Kurnija Arvadi (Jefray Kurnia Arwadi; rođen 1974) je indonezijski muzičar, producent i grafički dizajner iz Džakarte. Najpoznatiji je kao nekadašnji gitarista i frontmen grupe Kekal. Bio je član još nekoliko bendova (Altera Enigma; Inner Warfare; Armageddon Holocaust itd.).
Trenutno živi i radi u Kalgariju, u Kanadi. Poseduje kompaniju za grafički dizajn „Soundmind Graphics“.